# Narke japonica

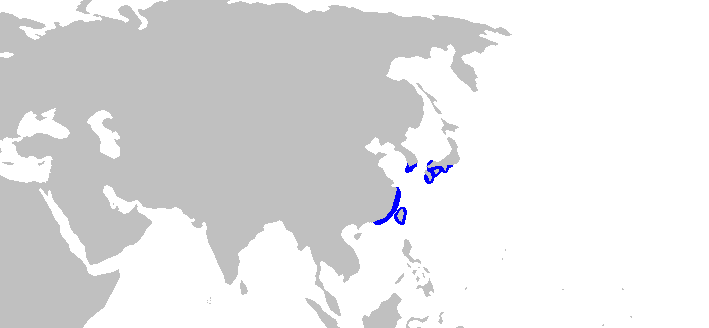
Das Verbreitungsgebiet von Narke japonica an der ostasiatischen Küste

Narke japonica ist ein kleiner Rochen aus der Familie der Schläferrochen (Narkidae). Er lebt im westlichen Pazifik an der Küste Ostasiens von Hongkong über Taiwan bis Südjapan und Südkorea.

## Merkmale
Narke japonica wird 35 bis 37 Zentimeter lang. Die Körperscheibe ist fast kreisrund, das Rostrum ist kurz, der Schwanz ist breit und flach. Auf der Rückenseite sind die Fische hellbraun oder orangebraun gefärbt, manchmal mit einzelnen dunklen Flecken. Die Seiten des Schwanzes sind bei vielen Exemplaren heller als die Rückenseite. Die Bauchseite von Narke japonica ist weißlich oder cremefarben. Die kleinen Augen und die runden, viel größeren Spritzlöcher stehen eng beieinander. Die Nasenvorhänge sind kurz. In jedem Kiefer befinden sich 12 bis 14 Zahnreihen. Die einzige Rückenflosse ist abgerundet und befindet sich deutlich hinter dem hinteren Rand der Bauchflossen. Die Schwanzflosse ist viel größer als die Rückenflosse und ebenfalls abgerundet. Die Bauchflossen sind breiter als lang. Die Klaspern der Männchen reichen über hinteren Rand der Bauchflossen.
Von anderen Arten der Gattung Narke kann Narke japonica durch die Färbung der Rückenseite und seine Körperproportionen unterschieden werden.

## Lebensweise
Narke japonica ist an der Küste Taiwans und Südjapans relativ häufig. Über das Verhalten und die Lebensweise der Rochen ist aber kaum etwas bekannt. Sie leben küstennah bis in Tiefen bis zu 100 Metern.

## Gefährdung
Die Weltnaturschutzunion stuft die Art als gefährdet ein. Schläferrochen sind allgemein für die Fischereiindustrie von geringem Interesse, treten aber als Beifang auf. In China und Taiwan werden sie teilweise beim Fang einbehalten, um auf den Märkten aussortiert oder zu Fischmehl weiterverarbeitet zu werden. Eine Bedrohung ist für Narke japonica jedoch vor allem der starke Verlust von Lebensräumen. Sowohl im Ost- als auch Südchinesischen Meer hat die Urbarmachung zu einer dramatischen Verringerung der Küsten- und Mangroven-Feuchtgebiete beigetragen. So gingen im Südchinesischen Meer in den letzten 70 Jahren 70 % der Mangroven und 50 % der Seegraswiesen verloren. Auch die Situation in als Lebensraum dienenden Korallenriffen verschlechterte sich.

## Systematik
Die Rochenart wurde im Jahr 1801 durch den niederländischen Zoologen Coenraad Jacob Temminck und seinen deutschen Kollegen Hermann Schlegel als Torpedo japonica erstmals wissenschaftlich beschrieben. Als Terra typica wurde Japan angegeben. Heute gehört die Art zur Gattung Narke, die 1826 durch den deutschen Zoologen Johann Jakob Kaup eingeführt wurde. Unter der Bezeichnung Crassinarke dormitor wurden präparierte Exemplare beschrieben, die einen schmaleren Körper, schmalere Bauchflossen, eine kleinere Rücken- und Schwanzflosse und einen längeren Schwanz besaßen. Die Unterschiede sind wahrscheinlich das Ergebnis nicht sorgfältiger Präparationen und Crassinarke dormitor gilt heute als Synonym von Narke japonica.